# Ken Ernst
Kenneth Frederick Ernst, dit Ken Ernst (1918-1985) est un auteur de bande dessinée américain, surtout connu pour avoir dessiné le soap opera en comic strip Mary Worth de 1942 à 1985. Son trait était inspiré par Milton Caniff et Noel Sickles.